# Gebenbach

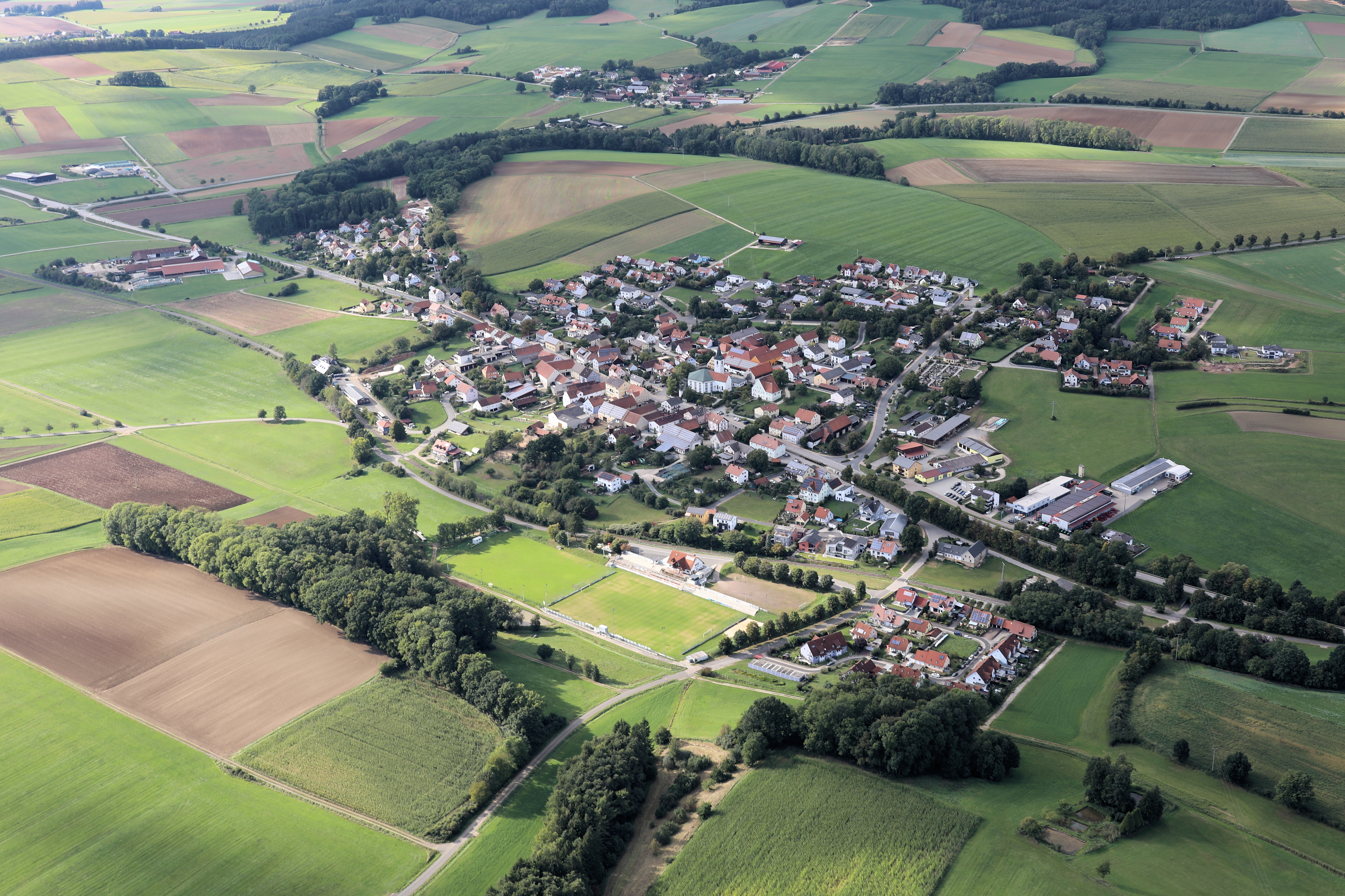
Gebenbach (2023)

Gebenbach ist eine Gemeinde im Oberpfälzer Landkreis Amberg-Sulzbach und zählt zur Metropolregion Nürnberg.

## Gemeindegliederung
Es gibt 3 Gemeindeteile (in Klammern ist der Siedlungstyp angegeben):
- Atzmannsricht (Kirchdorf)
- Gebenbach (Pfarrdorf)
- Kainsricht (Dorf)

## Geschichte
Gebenbach wurde 1138 zum ersten Mal urkundlich erwähnt. Die Ansiedlung dürfte auf eine fränkische Gründung im 9. Jahrhundert zurückzuführen sein. 1974 wurden beim Neubau der Pfarrkirche St. Martin Mauerreste eines Vorgängerbaus gefunden, die unter Umständen aus der Karolingerzeit (751 bis 911 n. Chr.) stammen könnten. Der einfache Saalbau mit eingezogener Apsis dürfte zu den ältesten archäologisch erforschten Kirchenfundamenten der Oberpfalz zählen. Im Hochmittelalter bestanden zur Zeit von Bischof Otto I. im 12. Jahrhundert enge Beziehungen zwischen Gebenbach und der Bamberger Bischofskirche. In Gebenbach amtete im 12. Jahrhundert ein Ministeriale des Bamberger Bischofs. Die Grundherrschaft der Bamberger wurde vom Kloster Prüfening ausgeübt.
Durch Gesetze und Erlasse des bayerischen Staates wurde Gebenbach im Jahre 1808 zur politischen Gemeinde und dem Landgericht Amberg und damit dem Naabkreis zugeordnet. Nach der Auflösung des Naabkreises zugunsten des Mainkreises und des Regenkreises wurde Gebenbach im Jahr 1810 zusammen mit dem Landgericht Amberg dem Regenkreis zugeordnet (ab 1838 Oberpfalz und Regensburg).
1838 wurde Gebenbach mit den Gemeinden Adlholz, Ehenfeld, Gressenwöhr, Großschönbrunn, Hahnbach, Iber, Irlbach, Langenbruck, Massenricht, Schlicht, Seugast, Sigl, Süß, Vilseck und Weißenberg aus dem Landgericht Amberg herausgelöst und dem neu gegründeten Landgericht Vilseck zugeordnet.
Am 24. Januar 1929 wurden durch ein Feuer elf Gebäude zerstört.

### Einwohnerentwicklung
Zwischen 1988 und 2018 wuchs die Gemeinde von 651 auf 900 um 249 Einwohner bzw. um 38,3 % – der höchste prozentuale Zuwachs im Landkreis im genannten Zeitraum.

## Politik
Die Gemeinde ist Mitglied der Verwaltungsgemeinschaft Hahnbach. Das zentrale Rathaus der Mitgliedsgemeinden befindet sich in Hahnbach.
- FW: 3
- CSU: 3
- JA: 2

### Bürgermeister
Erster Bürgermeister ist seit Mai 1996 Peter Dotzler (Freien Wählern). Bei der Kommunalwahl vom 15. März 2020 wurde dieser mit 50,89 % der Stimmen wiedergewählt.

### Gemeinderat
Der Gemeinderat hat 8 Sitze. Weiteres Mitglied und Vorsitzender des Gemeinderates ist der Bürgermeister. Bei der Kommunalwahl vom 15. März 2020 haben von den 713 stimmberechtigten Einwohnern in der Gemeinde Gebenbach 514 von ihrem Wahlrecht Gebrauch gemacht, womit die Wahlbeteiligung bei 72,09 % lag.

### Wappen
| Wappen von Gebenbach | Blasonierung: „Unter goldenem Schildhaupt, darin ein blauer Wellenbalken, in Rot ein durchgehendes silbernes Tatzenkreuz, das von einer Schrägleiste überdeckt ist.“ |
| Wappen von Gebenbach | Wappenbegründung: Das Tatzenkreuz ist das heraldische Abzeichen Prüfenings, die Schrägleiste stammt aus dem Bamberger Wappen. Beide Symbole stellen die historischen Beziehungen Gebenbachs mit Bamberg bzw. dem Kloster Prüfening dar. Der Wellenbalken steht redend für den Ortsnamensteil -bach, und die goldene Farbe des Schildhaupts aus dem Wappen von Hahnbach erinnern daran, dass Gebenbach lange Zeit Teil der Vogtei Hahnbach war. Dieses Wappen wird seit 1967 geführt. |

## Wirtschaft
Im Jahr 2022 erzielte Gebenbach Einnahmen aus der Gewerbesteuer in Höhe von 0,28 Millionen Euro. Mit einem Gewerbesteuerhebesatz von 350 % zählt die Gemeinde zu den steuerlich attraktiven Standorten Deutschlands. Gebenbach ist etwa steuerlich deutlich günstiger als Nürnberg (Gewerbesteuerhebesatz 467 %).

### Ortsansässige Unternehmen
- Milde GmbH: Vertrieb, Herstellung und Reparatur von Landmaschinen, Garten- & Kommunaltechnik sowie Kraftfahrzeugverkauf und -reparatur mit Niederlassungen in Bornitz sowie Creußen
- Hammermeister: Sondermaschinenbau

## Verkehr
Durch die Ortsmitte verläuft die B 14. Durch Gebenbach führt die Bahnstrecke Amberg–Schnaittenbach, die hauptsächlich zur Abfuhr von Kaolinsandprodukten aus den Kaolintagebauen östlich von Gebenbach dient. Im Personenverkehr war diese Strecke weniger relevant, der letzte planmäßige Personenzug hielt dort 1975. Der Gütertarifpunkt Gebenbach wurde Anfang der 1990er Jahre eingestellt. 

## Sport
Der DJK Gebenbach mit 550 Mitgliedern vertritt die Sparten Fußball, Gymnastik und Karate. Die Fußballmannschaft spielt in der Bayernliga Nord und trägt die Heimspiele im Stadion am Urspringer Weg aus.